# Doumeira
Doumeira ist eine weniger als ein Quadratkilometer große Insel nordöstlich von Dschibuti nahe dem Bab al-Mandab im Roten Meer. Zusammen mit der 250 Meter östlich gelegenen, wesentlich kleineren Insel Kallîda bildet sie die Doumeira-Inseln. Gemeinsam mit dem 500 Meter südwestlich gelegenen Kap Ras Doumeira mit Hügel auf dem Festland ist die Insel seit der Unabhängigkeit Eritreas von Äthiopien 1993 Gegenstand eines Grenzkonfliktes zwischen Eritrea und Dschibuti.
Die Insel gehört aus der Sicht Dschibutis zum Distrikt Alaili Dadda der Region Obock und bildet den nördlichsten Teil des Landes.